# Gonomyia (Leiponeura) walkeri
Gonomyia (Leiponeura) walkeri is een tweevleugelige uit de familie steltmuggen (Limoniidae). De soort komt voor in het Australaziatisch gebied.